# Neurorazvojni poremećaji
Neurorazvojni poremećaji kao što je fragilni x sindrom su teška stanja koja osobu čine invalidnom, takva stanja su često dugotrajna oštećenja.

## Povijest
Danas se za ovakve poremećaje zna da su rezultatom abnormalnosti u razvoju mozga zbog genetskih i okolišno - bioloških uzroka. Takvim stanjima je od ukupne populacije pogođeno 1-3%; često uzrokujući ekonomsko, fizičko i emocionalno opterećenje za pojedinca, obitelj i društvo.
Stoga su od velike važnosti istraživanja na području nastanka i liječenja ovih poremećaja čiji cilj je izlječenje i poboljšanje utjecaja na pojedinca, obitelj i društvo.

## Epidemiologija
Neurorazvojni poremećaji zahvaćaju više različitih grupa poremećaja. 
Zastupljenost: Poremećaj deficita pažnje prisutan je kod 3-5% djece školske dobi, razvojni poremećaj jezika prisutan je kod školske djece u 3-5%, Poteškoće s učenjem prisutan je u 5% školske djece, epilepsiju ima 1% osoba, pervazivni razvojni poremećaj ima 1% osoba, Tourettov sindrom prisutan je s 0.5 na 1000 osoba, mentalna retardacija prisutna je u 1% populacije, cerebralna paraliza prisutna je u 0.2% djece škoske dobi.